# Мікс-файт
Мікс-файт — це один з напрямків змішаних бойових мистецтв (англ. Mixed Martial Arts, MMA) — вид спорту, що включає в себе різноманітні засоби і способи ведення оборони і нападу у рукопашному бою. Цей динамічний і видовищний спорт широко відомий у світі, дуже швидко набирає популярності в Україні. Основу мікс-файту складають: ударна техніка руками, ліктями, ногами та колінами, переведення та робота в партері, больові і задушуючі прийоми, які відібрані з різних видів бойових єдиноборств. Здобути перемогу в мікс файт зможе тільки по справжньому сильний технічний боєць, здатний нестандартно, творчо мислити. Як правило, в мікс файт приходять спортсмени із суміжних дисциплін - боксери, борці, послідовники східних шкіл єдиноборств. Такі єдиноборства були відомі ще в Стародавній Греції на олімпіадах. Саме там за правилами мікс-файт або панкратіону допускалися заборонені больові прийоми. У Росії попередником боїв без правил та мікс файту став рукопашний бій, який культивувався в збройних силах, МВС і КДБ. Тільки лише з середини 1990-х років в Росії стали проводитися офіційні змагання по абсолютних двобоях. З часом мікс-файт в країнах СНД придбав не малий авторитет серед зарубіжних майстрів, а наші спортсмени підвищили свій спортивний і організаційний рівень.
Спочатку в поєдинках брали участь представники будь-яких традиційних видів єдиноборств: карате, дзюдо, самбо, кікбоксинг. Сьогодні швидкими темпами розвивається школа професійної підготовки бійців з мікс-файту та інших видів поєдинків. Сучасні бійці - це універсали, що ведуть бій як у стійці, так і в партері.